# Christian Beetz
Chrisitian Beetz, né le 23 janvier 1984 à Suhl, est un spécialiste allemand du combiné nordique.

## Biographie
Il débute en équipe nationale en 2001. Lors des Championnats du monde junior, il gagne deux fois la médaille d'or par équipes en 2002 et 2003. Il fait ses débuts en Coupe du monde en 2003. En janvier 2008, il termine sixième de l'épreuve individuelle de Coupe du monde à Zakopane, ce qui est son plus haut classement dans l'élite.
Il se retire du sport de haut niveau en 2012.
Il est le frère de Tom Beetz, également coureur du combiné nordique.

## Résultats

### Coupe du monde

#### Différents classements en coupe du monde
| Année     | Classement général final |
| 2002-2003 | 43e                      |
| 2003-2004 | 45e                      |
| 2005-2006 | 34e                      |
| 2006-2007 | 48e                      |
| 2007-2008 | 32e                      |
| 2010-2011 | 34e                      |
| 2011-2012 | 44e                      |

#### Détail des résultats
- Meilleur classement général : 32e en 2008.
- Meilleur résultat individuel : 6e.

### Coupe du monde B

#### Différents classements en Coupe du monde B
| Année     | Classement général final |
| 2000-2001 | 41e                      |
| 2001-2002 | 31e                      |
| 2002-2003 | -                        |
| 2003-2004 | 21e                      |
| 2006-2007 | 5e                       |
| 2009-2010 | 3e                       |

#### Détail des podiums individuels
| Édition | Épreuve                                       | Place |
| ------- | --------------------------------------------- | ----- |
| 2002    | Planica (Gundersen – K 90 / 15 km)            | 2e    |
| 2003    | Steamboat Springs (Sprint – K 114 / 7,5 km)   | 2e    |
| 2004    | Rovaniemi (Gundersen – K 90 / 15 km)          | 1re   |
| 2004    | Ruhpolding (Sprint – K 114 / 7,5 km)          | 2e    |
| 2006    | Steamboat Springs (Sprint – HS 127 / 7,5 km)  | 2e    |
| 2006    | Park City (Sprint – HS 134 / 7,5 km)          | 2e    |
| 2006    | Park City (Mass start – HS 134 / 10 km)       | 1re   |
| 2006    | Lake Placid (Sprint – HS 134 / 7,5 km)        | 1re   |
| 2007    | Steamboat Springs (Sprint – HS 127 / 7,5 km)  | 2e    |
| 2007    | Kuusamo (Sprint – HS 142 / 7,5 km)            | 2e    |
| 2007    | Kuusamo (Gundersen – HS 142 / 15 km)          | 2e    |
| 2010    | Titisee-Neustadt (Gundersen – HS 142 / 10 km) | 2e    |
| 2010    | Bischofshofen (Gundersen – HS 140 / 10 km)    | 2e    |
| 2010    | Bischofshofen (Gundersen – HS 140 / 10 km)    | 1re   |
| 2010    | Kuusamo (Gundersen – HS 142 / 10 km)          | 2e    |
| 2010    | Kuusamo (Gundersen – HS 142 / 10 km)          | 1re   |

### Grand prix d'été de combiné nordique
| Année | Classement général final |
| 2006  | 11e                      |
| 2008  | 23e                      |
| 2010  | 46e                      |
| 2011  | 11e                      |

### Championnats du monde junior
| Épreuve / Édition    | Épreuve / Édition    | Schonach 2002 | Sollefteå 2003 | Stryn 2004 |
| Gundersen individuel | Gundersen individuel | 15e           | DNF            | 15e        |
| Sprint               | Sprint               | -             | 9e             | 15e        |
| Par équipe           | Par équipe           | 1re           | 1re            | 2e         |

### Championnats d'Allemagne
- Champion d'Allemagne du sprint en 2007